# 豊田村 (福島県)
豊田村（とよだむら）は福島県安積郡にかつて存在した村である。

## 地理
- 現在の郡山市の南部に位置する。

## 歴史

### 村域の変遷
- 1889年（明治22年）4月1日 - 町村制施行により、成田村・川田村が合併し安積郡豊田村が発足。
- 1954年（昭和29年）12月10日 - 豊田村は永盛町と合併し安積町が発足。豊田村は消滅。

変遷表
| 1868年 以前 | 1868年 以前 | 明治9年      | 明治12年 | 明治22年 4月1日 | 昭和29年 12月10日 | 昭和30年 3月10日 | 昭和40年 5月1日 | 現在   |
| ----------- | ----------- | ------------ | -------- | --------------- | ----------------- | ---------------- | --------------- | ------ |
|             | 成田村      | 豊田村の一部 | 成田村   | 豊田村          | 安積町            | 安積町           | 郡山市          | 郡山市 |
|             | 川田村      | 豊田村の一部 | 川田村   | 豊田村          | 安積町            | 三穂田村         | 郡山市          | 郡山市 |

## 大字
- 成田（なりた）
- 川田（かわだ）

## 人口・世帯

### 人口
総数 [単位： 人]
| 1889年（明治22年） | 1,273 |
| 1920年（大正 9年） | 2,119 |
| 1935年（昭和10年） | 3,383 |

### 世帯
総数 [単位： 世帯]
| 1935年（昭和10年） | 528 |